# 황소자리 T형 항성

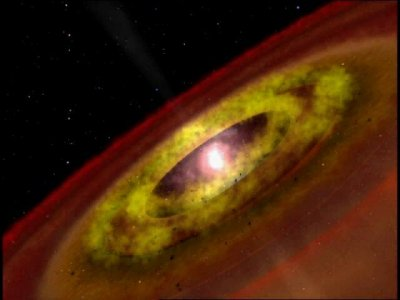
별주위 강착 원반이 있는 황소자리 T형 항성을 그린 것.

황소자리 T형 별은 원형 별인 황소자리 T의 이름을 지닌, 변광성의 일종이다. 이들은 주로 분자 구름 근처에 있으며, 광학적인 밝기 변화 및 강한 채층의 분광선을 통해 발견 되었다.

## 특징

### 물리적 특징
황소자리 T형 항성들은 전주계열성으로, 눈에 보이는 매우 젊은 F, G, K, M형 분광형의 항성들인데,(이들의 질량은 태양질량의 2배가 되지 않는다). 소수의 별이 A0 또는 B8별과 유사한 스펙트럼을 가진다. 연속 스펙트럼도 변하며, 전체 밝기의 변화가 방출선의 산발적인 출연과 함께 일어난다.
이들의 표면 온도는 비슷한 질량대의 주계열성과 비슷하지만, 반지름이 좀 더 크기 때문에 전체적으로는 주계열성보다 약간 더 밝다. 황소자리 T형 항성들의 중심 온도는 낮아서 양성자-양성자 연쇄 반응이 일어날 수 없다. 대신 이들은 질량에 따라 약 1백만년에서 1억 년의 기간을 두고 압축하면서 주계열성이 되는데(질량이 커질수록 압축기간이 짧아지고 주계열이 되는 시간이 빨라진다.)이 압축 과정에서 중력 에너지를 발산한다. 자전 주기는 보통 1 ~ 12일 정도로 주계열성인 우리 태양의 자전 주기가 1개월에 근접한 것과 비교하면 극도로 빠르고 변덕스럽다고 할 수 있다.
많은 경우 황소자리 T별은, 천문학자들이 암흑운이라 부르는 먼지의 성간운 근처와 그 속에서 발견된다. 광학적으로 관측되는 황소자리 T별들은 소광이 가장 작은 구름의 가장자리에서 나타난다. 적외선 관측으로는 구름 속에 숨겨져 있던 다른 부분에 대한 것도 밝혀질 수 있다. 그 예로 적외선 탐사에서 뱀주인자리 로 암흑운에 70개 이상의 항성체가 있으며, 그 중 많은 항성체들이 0.1~25L의 밝기를 지니고 있음이 밝혀졌다.
이 진화 단계에서 질량이 작은 별들은 넓은 대류층을 가지며, 표면 자기 활동(아마도 대류와 회전에 의해 유도된)이 매우 활발하다.
이들의 표면은 거대한 흑점들로 덮여 있으며, 강렬하고 변덕스러운 엑스선 및 전파를 방출한다(태양의 약 1000배 규모). 많은 황소자리 T형 항성들은 아주 강력한 항성풍을 발산한다. 황소자리 T형 항성들의 밝기가 변하는 또 다른 이유로는 이들을 둘러싼 미행성 및 원시 행성계 원반이 있다.
어떤 황소자리 T형 별들은 주변 물질에 의해 가려져 있으나, 또다른 것들은 주변 물질이 없어 직접 광구를 볼 수도 있다.
질량이 큰 별들(태양의 2~8배) 중 황소자리 T형 별의 특징을 보여주는 부류들을 허빅 Ae/Be 별이라고 한다. 태양질량 8배 이상의 항성들 중 주계열성이 되기 이전 단계에 있는 상태의 표본은 관측되지 않고 있는데, 이는 이러한 무거운 별들은 매우 빠르게 진화하기 때문이다. 무거운 별들이 가시광선 영역에서 보이기 시작하게 되면(이 때 별 주위에 있던 먼지 구름과 별주위 가스는 복사압에 의해 흩어진다) 항성 중심부에서는 수소 연소 작용이 시작되며 주계열성 단계로 진입하게 된다.

### 밝기 변화
자외선 영역에서는 큰 밝기의 변화가 일어나며, X선 망원경에 의한 관측에 의하면, 어떤 별들은 급격하고 폭발적인 X선 영역의 밝기 변화가 하루에 10배 크기로 일어나고 있음이 밝혀졌다. 이와 같은 폭발은 광구에 활동이 활발한 영역과 관련된 플레어인 것 같다.

### 스펙트럼상 특징
황소자리 T형 항성의 스펙트럼에는 수소 발머선의 방출선을 비롯, 이온화된 칼슘과 다른 금속들의 방출선들이 있다. 이런 것들이 아마 활동적인 채층에서 발생될 것이다. 어떤 황소자리 T별의 스펙트럼에는 가스 성운의 전형적인 특징인 금지선이 나타나 이를 둘러싸고 있는 성운의 중요성을 암시한다. 또한 스펙트럼에서 태양 및 다른 주계열성들보다 풍부한 리튬이 나타나는데, 그 이유는 리튬은 250만 켈빈 이하 온도에서 파괴되지 않고 존재하기 때문이다.

## 연소 기구
리튬이 많은 황소자리 T형 항성 53개를 연구한 결과 리튬이 남아 있는 정도는 항성의 질량에 따라 확연하게 차이가 나는 것을 발견했다. 이를 통해 전주계열성 단계(하야시 경로 후기 단계로, 별 전체가 대류 작용을 통해 에너지를 발산하며 불안정한 상태임)에서의 양성자-양성자 연쇄 반응을 통한 리튬 연소가 황소자리 T형 항성들의 주요한 에너지원 중 하나일 가능성이 있음을 알 수 있다. 빠른 자전으로 리튬은 내부에서 더욱 잘 섞이며, 리튬이 붕괴되는 깊숙한 곳까지 잘 전달된다. 황소자리 T형 항성들은 보통 나이를 먹으면서 자전 속도가 빨라진다. 압축되면서 자전 속도가 빨라지는데, 이는 각운동량이 보존되기 때문이다. 자전 속도가 빨라지면서 내부의 리튬은 나이를 먹어가면서 더욱 빠른 비율로 사라져 간다. 리튬 연소 속도는 항성의 유효 온도 및 질량이 클수록 빨라지며, 리튬 연소는 최대 약 1억 년 남짓한 기간 동안 계속된다.
리튬 연소에서의 양성자-양성자 연쇄 반응 과정은 다음과 같다.
- {\displaystyle p^{+}+{}^{6}\mathrm {Li} \ \rightarrow \ {}^{7}\mathrm {Be} } (불안정)
- {\displaystyle {}^{7}\mathrm {Be} \ \rightarrow \ {}^{7}\mathrm {Li} }
- {\displaystyle p^{+}+{}^{7}\mathrm {Li} \ \rightarrow \ {}^{8}\mathrm {Be} } (불안정)
- {\displaystyle {}^{8}\mathrm {Be} \ \rightarrow \ {}^{4}\mathrm {He} +{}^{4}\mathrm {He} +{\mbox{energy}}}

리튬 연소 반응은 질량이 최소 목성의 60배 이상인 천체에서 일어난다. 리튬 고갈비를 통해 항성의 나이를 계산할 수 있다.

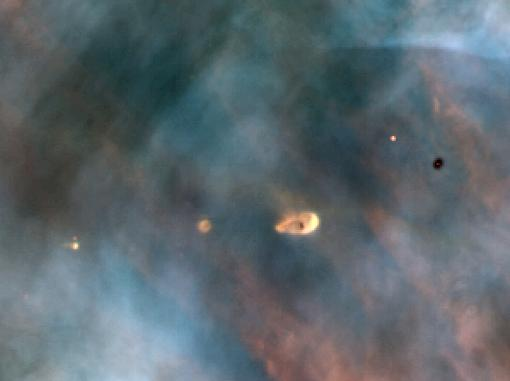
오리온 성운에 있는 원시 행성계 원반.

## 별주위 원반
대략 황소자리 T형 항성들의 절반 정도가 별주위 원반을 거느리고 있는데, 이들을 다른 이름으로 원시 행성계 원반이라고도 부른다. 그 이유는 이들 원반은 태양계와 같은 행성계로 진화할 후보로 여겨지기 때문이다. 별주위 원반의 수명은 약 1천만 년 정도로 추측된다. 대부분의 황소자리 T형 항성은 쌍성계의 일원이다. 황소자리 T형 항성은 진화 과정 중 여러 단계에서 젊은 항성체로 불리기도 한다. 이들의 활발한 자기장과 강한 알펜파 항성풍은 항성의 각운동량이 원시 행성계 원반으로 옮겨가는 수단 중의 하나로 생각된다. 이론적으로 우리 태양이 황소자리 T형 항성이었을 적에 수축하는 태양의 각운동량이 원시 행성계 원반(종국적으로 현재의 8개 행성으로 된다)으로 이동한 것으로 보고 있다.

## 같이 보기
- 오리온 변광성

## 참고 문헌
- 황소자리 V471 및 일반적인 황소자리 T형 항성의 물리적 특징에 대한 토론, Frederick M. Walter, Stony Brook University, 2004년 4월.
- 저해상도 광학 간섭계를 이용한, 황소자리 T형 항성과 준항성 천체들을 분류하는 경험적 기준, David Barrado y Navascues, 2003년.